# The Psychedelic Furs
The Psychedelic Furs sind eine britische Rockband, die 1977 von den Brüdern Tim und Richard Butler in London gegründet wurde.

## Biografie

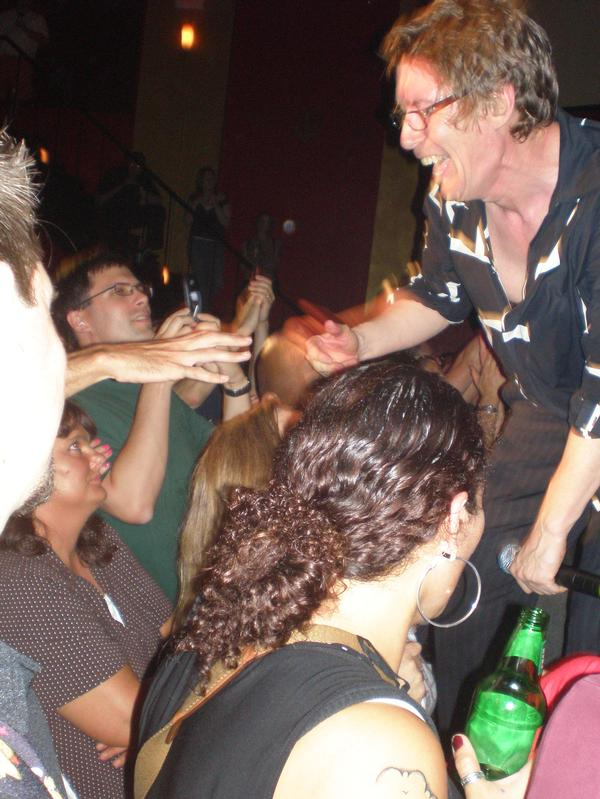
The Psychedelic Furs live im Jahr 2007

Die Psychedelic Furs wurden 1977 unter dem Namen RKO gegründet. Sie änderten ihren Namen zunächst in Radio, dann spielten sie mehrere Konzerte unter dem Namen The Europeans, nannten sich aber zur gleichen Zeit auch schon The Psychedelic Furs. Die Band bestand zu dieser Zeit aus Richard Butler (Gesang), seinem Bruder Tim Butler (Bass), Duncan Kilburn (Saxophon), Paul Wilson (Schlagzeug) und Roger Morris (Gitarre). 1979 verließ Wilson die Gruppe und wurde durch Vince Ely ersetzt. Mit John Ashton kam ein zweiter Gitarrist in die Band.
Die Psychedelic Furs vermischten Punk und Psychedelic Rock, was für diese Zeit ungewöhnlich war. Die Mischung klang poppiger als die der meisten Punkbands zu dieser Zeit. Auf ihrem selbstbetitelten Debütalbum (1980) sind starke David-Bowie-Einflüsse zu erkennen. Im Vereinigten Königreich landeten sie mit dem Debüt in den Top 20 der Charts. Eine US-Pressung wurde zur gleichen Zeit veröffentlicht, erlangte aber nicht den ersehnten kommerziellen Erfolg.
1981 veröffentlichten sie ihr zweites Album Talk Talk Talk. In Amerika nicht sehr erfolgreich, wurden im Vereinigten Königreich sogar zwei Singles veröffentlicht: „Dumb Waiters“ und „Pretty In Pink“. Letzteres Lied diente als Inspiration für den gleichnamigen Film von Regisseur John Hughes.
1982 stiegen Morris und Kilburn aus. Die restlichen Mitglieder zogen in den Staat New York, wo sie mit dem Produzenten Todd Rundgren das Album Forever Now aufnahmen. Vince Ely schied nun auch aus der Besetzung aus. Mit Keith Forsey (Schlagzeug) wurden ein neues Mitglied gefunden.
1984 veröffentlichten die Furs das Album Mirror Moves. Mit der Single Heaven kamen sie in die britischen Top 40. 1986 nahmen sie eine neu überarbeitete Fassung ihres Lieds Pretty In Pink für den Soundtrack des gleichnamigen Films auf. Es wurde ihr erster Hit sowohl in England (Platz 18) als auch in Amerika (Platz 41).
Mit Midnight to Midnight schoben sie schnell ein Album nach, um von dem Erfolg zu profitieren. Mit „Heartbreak Beat“ konnten sie zum ersten Mal die Top 40 der Singlecharts in Amerika knacken. 1989 veröffentlichten sie das Album Book Of Days, welches wieder mehr in die härtere Richtung ging. Für dieses Album kehrte auch Vince Ely zurück in die Band. 1991 wurde das Album World Outside veröffentlicht.
1991 löste sich die Band auf, die Butler-Brüder gründeten Love Spit Love.

## Reunion
2000 kam es zu einer Reunion der Band in der Besetzung Richard Butler (Gesang), Tim Butler (Bass), John Ashton (Gitarre) und dem Love Spit Love-Drummer Frank Ferrer. Die Furs tourten mehrfach, veröffentlichten aber kein neues Album.
2020 meldete sich die Band nach 29 Jahren mit einem neuen Album zurück. Made of Rain wurde von der Single You’ll Be Mine angekündigt und erschien am 31. Juli 2020.
Mars Williams, von 1983 bis 1989 und dann wieder seit 2005 Saxophonist der Band, starb am 20. November 2023.

## Diskografie

### Alben
| Jahr | Titel                | Höchstplatzierung, Gesamtwochen, AuszeichnungChartplatzierungen (Jahr, Titel, Platzierungen, Wochen, Auszeichnungen, Anmerkungen) | Höchstplatzierung, Gesamtwochen, AuszeichnungChartplatzierungen (Jahr, Titel, Platzierungen, Wochen, Auszeichnungen, Anmerkungen) | Höchstplatzierung, Gesamtwochen, AuszeichnungChartplatzierungen (Jahr, Titel, Platzierungen, Wochen, Auszeichnungen, Anmerkungen) | Höchstplatzierung, Gesamtwochen, AuszeichnungChartplatzierungen (Jahr, Titel, Platzierungen, Wochen, Auszeichnungen, Anmerkungen) | Anmerkungen                              |
| Jahr | Titel                | DE | CH | UK | US | Anmerkungen                              |
| ---- | -------------------- | --- | --- | --- | --- | ---------------------------------------- |
| 1980 | The Psychedelic Furs | — | — | UK18 (6 Wo.)UK | US140 (7 Wo.)US | Erstveröffentlichung: 7. März 1980       |
| 1981 | Talk Talk Talk       | — | — | UK30 (9 Wo.)UK | US89 (14 Wo.)US | Erstveröffentlichung: 6. Juni 1981       |
| 1982 | Forever Now          | — | — | UK20 (6 Wo.)UK | US61 Gold · (32 Wo.)US | Erstveröffentlichung: 24. September 1982 |
| 1984 | Mirror Moves         | — | — | UK15 (9 Wo.)UK | US43 Gold · (27 Wo.)US | Erstveröffentlichung: 21. August 1984    |
| 1987 | Midnight to Midnight | — | — | UK12 Silber · (5 Wo.)UK | US29 (27 Wo.)US | Erstveröffentlichung: Februar 1987       |
| 1989 | Book of Days         | — | — | UK74 (1 Wo.)UK | US138 (4 Wo.)US | Erstveröffentlichung: 31. Oktober 1989   |
| 1991 | World Outside        | — | — | UK68 (1 Wo.)UK | — | Erstveröffentlichung: 30. Juli 1991      |
| 2020 | Made of Rain         | DE47 (1 Wo.)DE | CH41 (1 Wo.)CH | UK13 (1 Wo.)UK | — | Erstveröffentlichung: 31. Juli 2020      |

grau schraffiert: keine Chartdaten aus diesem Jahr verfügbar

### Livealben
- 1999: Radio One Sessions
- 2001: Beautiful Chaos: Greatest Hits Live

### Kompilationen
| Jahr | Titel                   | Höchstplatzierung, Gesamtwochen, AuszeichnungChartplatzierungen (Jahr, Titel, Platzierungen, Wochen, Auszeichnungen, Anmerkungen) | Höchstplatzierung, Gesamtwochen, AuszeichnungChartplatzierungen (Jahr, Titel, Platzierungen, Wochen, Auszeichnungen, Anmerkungen) | Anmerkungen                       |
| Jahr | Titel                   | UK | US | Anmerkungen                       |
| ---- | ----------------------- | --- | --- | --------------------------------- |
| 1988 | All of This and Nothing | UK67 (2 Wo.)UK | US102 (8 Wo.)US | Erstveröffentlichung: August 1988 |

Weitere Kompilationen
- 1994: Here Came the Psychedelic Furs: B-Sides and Lost Grooves
- 1996: In the Pink
- 1997: Should God Forget: A Retrospective
- 2001: Greatest Hits
- 2003: Superhits
- 2009: The Best of the Psychedelic Furs
- 2011: Playlist: The Very Best of the Psychedelic Furs

### Singles
| Jahr | Titel Album                                  | Höchstplatzierung, Gesamtwochen, AuszeichnungChartplatzierungen (Jahr, Titel, Album, Platzierungen, Wochen, Auszeichnungen, Anmerkungen) | Höchstplatzierung, Gesamtwochen, AuszeichnungChartplatzierungen (Jahr, Titel, Album, Platzierungen, Wochen, Auszeichnungen, Anmerkungen) | Anmerkungen                          |
| Jahr | Titel Album                                  | UK | US | Anmerkungen                          |
| ---- | -------------------------------------------- | --- | --- | ------------------------------------ |
| 1981 | Dumb Waiters Talk Talk Talk                  | UK59 (2 Wo.)UK | — | Erstveröffentlichung: 24. April 1981 |
| 1981 | Pretty in Pink Talk Talk Talk                | UK43 Silber · (5 Wo.)UK | — | Erstveröffentlichung: 19. Juni 1981  |
| 1982 | Love My Way Forever Now                      | UK42 (6 Wo.)UK | US44 (10 Wo.)US | Erstveröffentlichung: 2. Juli 1982   |
| 1984 | Heaven Mirror Moves                          | UK29 (5 Wo.)UK | — | Erstveröffentlichung: 23. März 1984  |
| 1984 | The Ghost in You Mirror Moves                | UK68 (4 Wo.)UK | US59 (9 Wo.)US | Erstveröffentlichung: März 1984      |
| 1984 | Heartbeat Mirror Moves                       | UK62 (6 Wo.)UK | — | Erstveröffentlichung: Oktober 1984   |
| 1986 | Pretty in Pink (1986) Pretty in Pink O.S.T.  | UK18 (11 Wo.)UK | US41 (11 Wo.)US | Erstveröffentlichung: März 1986      |
| 1986 | Heartbreak Beat Midnight to Midnight         | UK79 (4 Wo.)UK | US26 (14 Wo.)US | Erstveröffentlichung: Oktober 1986   |
| 1987 | Angels Don’t Cry Midnight to Midnight        | UK85 (1 Wo.)UK | — | Erstveröffentlichung: Januar 1987    |
| 1988 | All That Money Wants All of This and Nothing | UK75 (2 Wo.)UK | — | Erstveröffentlichung: Juli 1988      |
| 1990 | House Book of Days                           | UK92 (2 Wo.)UK | — | Erstveröffentlichung: 8. Januar 1990 |

Weitere Singles
- 1979: We Love You
- 1980: Sister Europe
- 1980: Mr. Jones
- 1982: Danger
- 1983: Run and Run
- 1984: Here Come Cowboys
- 1987: Shock
- 1989: Should God Forget
- 1991: Until She Comes
- 1991: Don’t Be a Girl
- 2001: Alive (For Once in My Lifetime)

## Die Musik im Film
- Im US-amerikanischen Film Aristoteles und Dante entdecken die Geheimnisse des Universums (2022) erklingt etwa ab Minute 42 für zwei Minuten lang das Lied Heartbreak Beat.